# Pignon (pin)
 (août 2023).
La mise en forme du texte ne suit pas les recommandations de Wikipédia : il faut le « wikifier ».
Les points d'amélioration suivants sont les cas les plus fréquents. Le détail des points à revoir est peut-être précisé sur la page de discussion.
- Les titres sont pré-formatés par le logiciel. Ils ne sont ni en capitales, ni en gras.
- Le texte ne doit pas être écrit en capitales (les noms de famille non plus), ni en gras, ni en italique, ni en « petit »…
- Le gras n'est utilisé que pour surligner le titre de l'article dans l'introduction, une seule fois.
- L'italique est rarement utilisé : mots en langue étrangère, titres d'œuvres, noms de bateaux, etc.
- Les citations ne sont pas en italique mais en corps de texte normal. Elles sont entourées par des guillemets français : « et ».
- Les listes à puces sont à éviter, des paragraphes rédigés étant largement préférés. Les tableaux sont à réserver à la présentation de données structurées (résultats, etc.).
- Les appels de note de bas de page (petits chiffres en exposant, introduits par l'outil «  Source ») sont à placer entre la fin de phrase et le point final[comme ça].
- Les liens internes (vers d'autres articles de Wikipédia) sont à choisir avec parcimonie. Créez des liens vers des articles approfondissant le sujet. Les termes génériques sans rapport avec le sujet sont à éviter, ainsi que les répétitions de liens vers un même terme.
- Les liens externes sont à placer uniquement dans une section « Liens externes », à la fin de l'article. Ces liens sont à choisir avec parcimonie suivant les règles définies. Si un lien sert de source à l'article, son insertion dans le texte est à faire par les notes de bas de page.
- La présentation des références doit suivre les conventions bibliographiques. Il est recommandé d'utiliser les modèles {{Ouvrage}}, {{Chapitre}}, {{Article}}, {{Lien web}} et/ou {{Bibliographie}}. Le mode d'édition visuel peut mettre en forme automatiquement les références.
- Insérer une infobox (cadre d'informations à droite) n'est pas obligatoire pour parachever la mise en page.

Pour une aide détaillée, merci de consulter Aide:Wikification.
Si vous pensez que ces points ont été résolus, vous pouvez retirer ce bandeau et améliorer la mise en forme d'un autre article.
Pour les articles homonymes, voir Pignon.

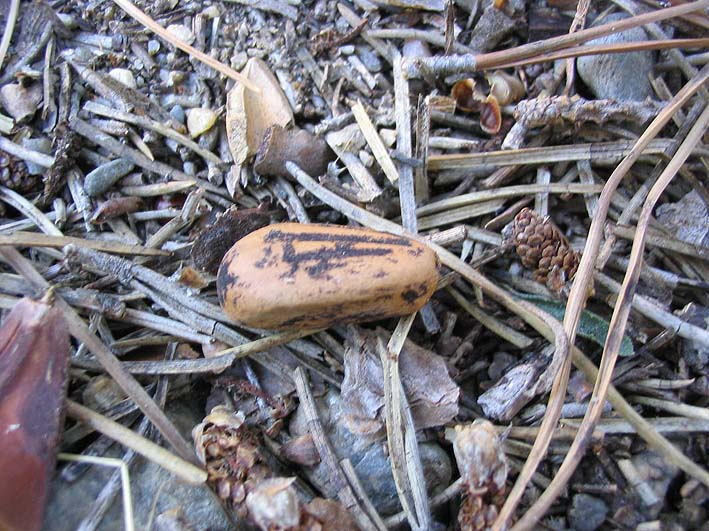
Pignon de pin.

Le pignon est la graine à coquille dure qui se développe sous chaque écaille du cône des pins (appelé pomme de pin ou pigne, cocotte, babet). Une vingtaine d'espèces de pins produisent des graines suffisamment grandes pour valoir la peine d'être récoltées, comme le pin parasol ; les graines des autres pins sont  trop petites pour servir à l'alimentation humaine,,.
Le pignon, qui n’est pas un fruit au sens strict (botanique) du terme, est de forme oblongue et de couleur ivoire, et on peut le récolter pendant une très large période.

## Histoire
Ce mot vient de l'ancien provençal (occitan) pinhon, de pinha, pomme de pin (du bas latin pinea sous-entendu poma, fruit du pin).
Durant la préhistoire, les graines étaient l’objet de trocs.
Les Romains et les Grecs croyaient aux propriétés aphrodisiaques des graines et recommandaient de les consommer avec du miel et des amandes au coucher pour de meilleurs résultats.
Au Moyen Âge, on mentionne une friandise à base d’amandes, de pistaches, de pignons et de sucre. Ce « pingnole » (ou pignolat) est en fait l’ancêtre du nougat.

### Calendriers
Le nom du pignon fut attribué au 26e jour du mois de frimaire du calendrier républicain ou révolutionnaire français, généralement chaque 16 décembre du grégorien.

## Consommation

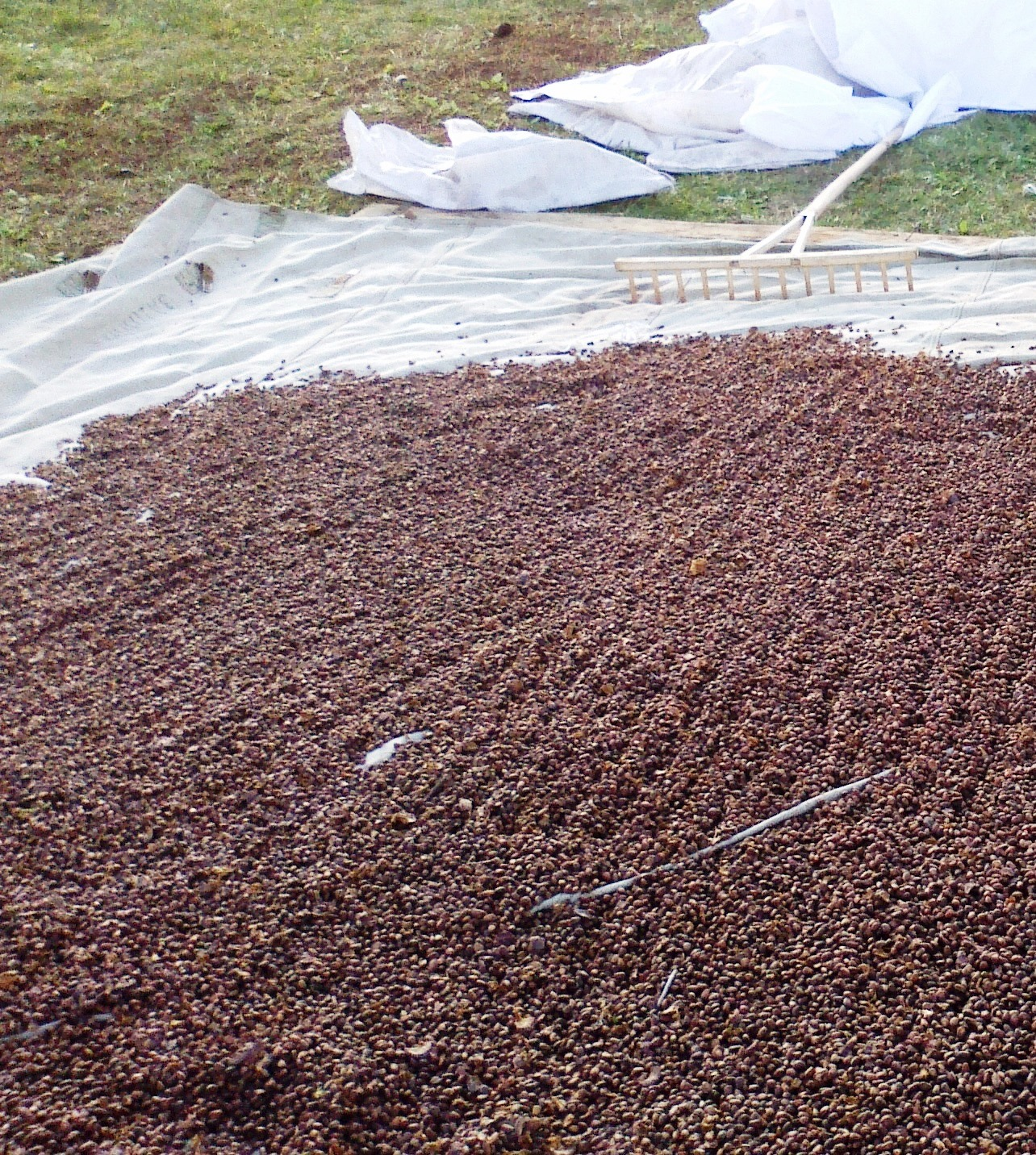
Séchage de pignons de pin.

Les pignons peuvent être mangés tels quels. Au goût proche de l’amande, ils sont consommés en apéritif, dans la salade ou en pâtisserie (pilés avec du miel) ou entre deux tablettes de chocolat noir. Cette dernière technique étant très pratiquée dans le sud-est de la France.
Les pignons et les raisins secs sont souvent utilisés en binôme pour parfumer des plats cuits en casserole, en terrine ou en tajine, pour parfumer des volailles, viandes et poissons. Ils interviennent aussi dans des recettes à base de légumes, comme les épinards à la catalane, ou des préparations telles que le pesto.
En Tunisie, les pignons du pin pignon servent à parfumer le thé.
Desserts :
- Panellets de pignons
- Coca de pinyons
- Assidat zgougou, un dessert tunisien
- Baklava de pignons
- Tarte aux pignons de pin.

## Conservation
Ils rancissent rapidement et doivent être conservés dans des récipients hermétiques.

## Nutrition
Les pignons sont très riches en lipides (65 g pour 100 g), et peuvent donc servir à faire de l'huile. Ils sont également particulièrement riche en vitamine E : 100 g de pignons de pins couvrent 70% de nos besoins journaliers, contre environ 4% pour des graines de chia.
Ils contiennent également 13 g de protéines pour 100 g pour un total de 695 kcal.

## Les procédés de transformation

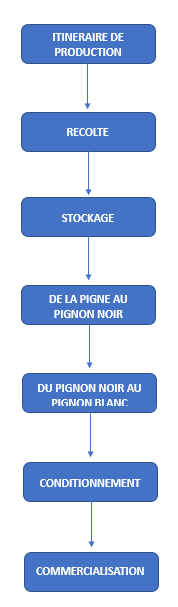
Procédés de transformation de la pomme de pin pour obtenir le pignon

Pour obtenir le pignon de pin que nous avons dans nos assiettes, de longues étapes de transformation sont nécessaires. Le pignon n’est pas le fruit du pin mais bien la graine, c’est pourquoi il y a des étapes supplémentaires.
- 1ère étape : la production de pignes par les arbres.
- Pour la récolte, cf. Partie "Culture" : les différentes étapes possibles pour ramasser les fruits. Elle est coûteuse en temps et en argent.
- Le stockage comme son nom l’indique permet de conserver et protéger les pignons récoltés jusqu’à qu’ils soient transformés.
- Passage de la pigne au pignon noir et du pignon noir au pignon blanc. Sous-étapes : 
  - Broyage : les pignes sont broyées, un petit peu chauffées pour qu'elles s’assouplissent et se brisent et que les pignons avec leurs coques ne soient pas endommagés. Le rythme est de 2 tonnes de pignes broyées par heure et par machine.
  - Chauffage : Ensuite les coques sont chauffées pour leur permettre de s’ouvrir légèrement ; elles sont ensuite propulsées contre une paroi pour que le pignon et sa coque se séparent.
  - Tamisage : Il y a 3 tamisages qui sont effectués pour séparer les pignons et des morceaux de coques.
  - Soufflerie : Un tri de pignons est effectué par soufflerie, basée sur une différence de densité.
  - Tri dans l’eau : C’est effectué grâce à une différence de densité.
  - Séchage : A 90°C pendant 40 min et ensuite suivi d’une sélection au tamis.
  - Lavage : Les pignons sont lavés à l’eau courante.
  - Séchage : A 70°C pendant 1h30.
  - Purification : Un tri optique est réalisé et permet de détecter les pignons défectueux.
  - Brossage : Permet d’enlever les impuretés résiduelles
  - Triage et séchage : Pour terminer les pignons sont triés et ensuite séchés pour permettre d’éviter des possibles contaminations biologiques.
- Conditionnement : Des sacs de 20 kg de pignon sortent de l’usine pour partir au conditionnement afin de baisser les quantités unitaires vendues et d’augmenter légèrement la valeur ajoutée du produit. Cette étape nécessite des outils de conditionnement déjà beaucoup utilisés dans d’autres domaines du secteur de l’agroalimentaire.
- Commercialisation : L’entreprise choisit un circuit de distribution pour son produit afin de proposer au meilleur prix son produit.

## Dangers
Depuis quelques années sont vendus en France et en Belgique des pignons importés d’Asie (Pakistan, Chine et Corée notamment[réf. souhaitée]), lesquels provoquent, chez certaines personnes les ayant consommés, un goût très amer dans la bouche réapparaissant lors de chaque prise d’aliment ou de boisson. Cette dysgueusie disparaît d’elle-même au bout d’un temps variable, pouvant aller de deux à quarante-cinq jours. D’autres symptômes y sont parfois associés. Le mécanisme biologique de cette intoxication reste incompris à ce jour, mais il semble établi que le problème soit lié à des importations de pignons non comestibles, d’espèces de pin différentes de celles habituellement utilisées dans l’alimentation humaine. L’étiquetage de ces produits ne permet malheureusement pas de les distinguer des pignons comestibles.
Attention toutefois à ne pas confondre cette dysgueusie avec l’allergie au pignon de pin, assez rare, mais en augmentation depuis quelques années, et parmi les plus violentes allergies alimentaires. Cette allergie peut engendrer un choc anaphylactique pouvant entraîner la mort.

## Liste d'espèces

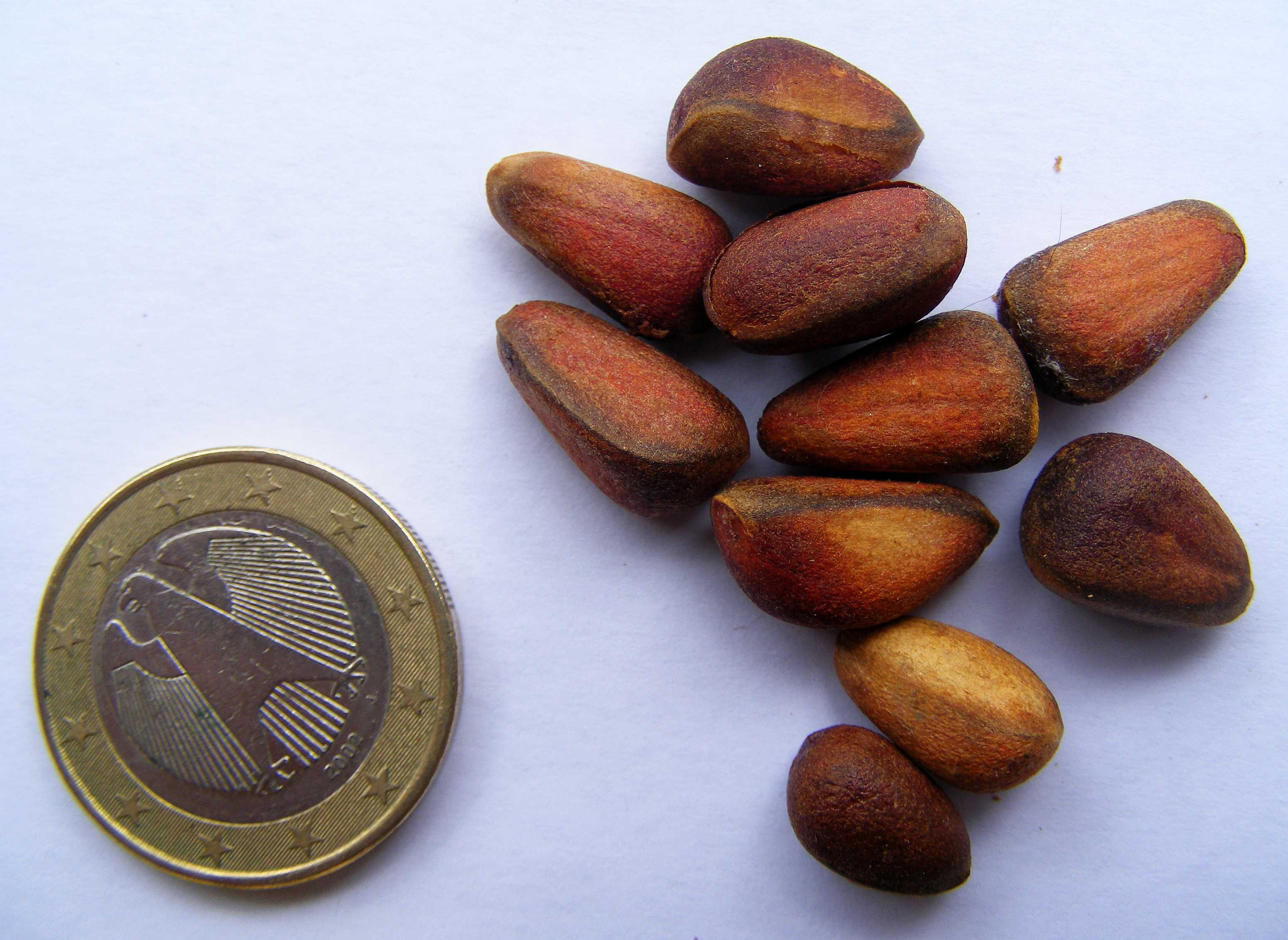
Pignons de Pin cembro.

Pinus pinea n’est pas la seule espèce à produire des graines utilisées par l’homme à des fins alimentaires ou industrielles. On récolte encore entre autres celles des espèces suivantes : 

### Amérique du Nord
- Pinus edulis
- Pinus cembroides
- Pinus monophylla

Les graines de ces espèces formaient la base de l'alimentation de certains peuples amérindiens du sud-ouest des États-Unis et du nord du Mexique.

### Asie
- Pinus koraiensis (Pin de Corée) : Asie orientale, Chine.
- Pinus armandii (Pin d’Armand) : Chine.
- Pinus gerardiana (Pin de Gérard) : Pakistan,Afghanistan
- Pinus sibirica (Pin ou cèdre de Sibérie) : Sibérie, Mongolie
- Pinus pumila (Pin nain de Sibérie) : Russie orientale, Japon, Mongolie

### Europe
- Pinus cembra (Pin cembro) : montagnes d’Europe centrale

### Bassin méditerranéen
- Pinus halepensis (Pin d’Alep)
- Pinus pinea (Pin parasol)

### Amérique du Sud
- Araucaria angustifolia (pin du Paraná) au Brésil.